# 杜英根
杜英根是德国下萨克森州的一个市镇。总面积30.72平方公里，总人口2875人，其中男性1403人，女性1472人（2011年12月31日），人口密度94人/平方公里。